# Hangal
Hangal è una città dell'India di 25.011 abitanti, situata nel distretto di Haveri, nello stato federato del Karnataka. In base al numero di abitanti la città rientra nella classe III (da 20.000 a 49.999 persone).

## Geografia fisica
La città è situata a 14° 46' 0 N e 75° 7' 60 E e ha un'altitudine di 554 m s.l.m..

## Società

### Evoluzione demografica
Al censimento del 2001 la popolazione di Hangal assommava a 25.011 persone, delle quali 12.816 maschi e 12.195 femmine. I bambini di età inferiore o uguale ai sei anni assommavano a 3.500, dei quali 1.828 maschi e 1.672 femmine. Infine, coloro che erano in grado di saper almeno leggere e scrivere erano 15.940, dei quali 8.650 maschi e 7.290 femmine.